# George Milne, I barone Milne
George Francis Milne, I barone Milne (Aberdeen, 5 novembre 1868 – Londra, 23 marzo 1948) è stato un generale britannico.

## Biografia
Milne apparteneva ad un'agiata famiglia della media classe scozzese: il padre William Milne (1827-1903) era un pastore presbiteriano, mentre la madre Caroline Airey (1843-1921) era figlia del generale Richard Airey, I barone Airey; Caroline era inoltre imparentata dal lato materno con Sir William John Codrington, già governatore di Gibilterra; suo padre era cugino di un altro alto ufficiale dell'esercito britannico, Sir Frederick Haines.
George, che aveva numerosi esempi militari in famiglia, decise di intraprendere egli stesso la carriera di ufficiale nell'esercito britannico; dopo gli studi umanistici presso l'Aberdeen Gymnasium entrò alla Royal Military Academy di Woolwich, distinguendosi per la sua attitudine alla matematica e alla topografia. Nel 1885 fu nominato sottotenente nell'artiglieria reale Partecipò alla spedizione del Sudan nel 1898 da tenente e alla seconda guerra boera dal 1899 al 1902, ricevendo la Distinguished Service Order.
Nel 1904 fu promosso capitano, nel 1906 maggiore e nel 1913 colonnello; durante la prima guerra mondiale servì per qualche tempo sul fronte occidentale, ma trascorse gran parte del conflitto su quello macedone, dove britannici, francesi e italiani appoggiavano serbi e greci contro bulgari e tedeschi. Milne comandò la 27th Division e l'anno seguente ricevette il comando dell'armata britannica di Salonicco. Nel 1916 fu promosso maggior generale.
Nel 1922 venne posto al comando del General Office Commanding Eastern Command, succedendo al generale Henry Horne, I barone Horne, già suo amico intimo; dal 1926 e il 1933 divenne capo dello stato maggiore imperiale, ruolo già occupato da Frederick Lambart, X conte di Cavan e poi da Sir Archibald Montgomery-Massingberd, e venne promosso maresciallo di campo, il più alto grado dell'esercito britannico. Dal 1933 e il 1938 fu conestabile della Torre di Londra; nel 1933 divenne barone Milne, di Salonicco e di Rubislaw nella contea di Aberdeen.
Nel 1905 sposò Claire Marjoribanks, figlia di Sir John Nisbet Maitland, V baronetto. Milne morì il 23 marzo 1948, e come barone Milne gli succedette il figlio George Douglass Milne, II barone Milne.